# Episodi di Harley in mezzo (terza stagione)
La terza stagione di Harley in mezzo va in onda negli Stati Uniti su Disney Channel dall'8 dicembre 2017 e in Italia dal 13 aprile 2018. In chiaro va in onda dal 2 settembre 2019 su Boing.
| nº | Titolo originale                                               | Titolo italiano                                    | Prima TV USA     | Prima TV Italia  |
| -- | -------------------------------------------------------------- | -------------------------------------------------- | ---------------- | ---------------- |
| 1  | Stuck in the Babysitting Nightmare                             | Harley e l'incubo babysitter                       | 24 novembre 2017 | 13 aprile 2018   |
| 2  | Stuck in the Diaz Awards                                       | Harley e la quinta edizione annuale dei premi Diaz | 1 dicembre 2017  | 14 aprile 2018   |
| 3  | Stuck at Christmas - The Movie: Stuck in a Christmas Road Trip | Harley e il viaggio di Natale                      | 8 dicembre 2017  | 10 dicembre 2018 |
| 3  | Stuck at Christamas - The Movie: Stuck in a Christmas Race     | Harley e la gara di Natale                         | 8 dicembre 2017  | 11 dicembre 2018 |
| 4  | Stuck with Rachel's Secret                                     | Harley e il segreto di Rachel                      | 19 gennaio 2018  | 16 aprile 2018   |
| 5  | Stuck with a Diaz Down                                         | Harley e il vuoto lasciato da Rachel               | 26 gennaio 2018  | 17 aprile 2018   |
| 6  | Stuck in Camp Chaos                                            | Harley e il caos del campeggio                     | 2 febbraio 2018  | 18 aprile 2018   |
| 7  | Stuck with Harley's Bethany                                    | Harley e la sua Bethany                            | 9 febbraio 2018  | 19 aprile 2018   |
| 8  | Stuck in a Nice Relationship                                   | Harley e la bella relazione                        | 9 marzo 2018     | 20 aprile 2018   |
| 9  | Stuck with Horrible Helpers                                    | Harley e gli aiutanti pasticcioni                  | 16 marzo 2018    | 3 giugno 2018    |
| 10 | Stuck in a Mysterious Robbery                                  | Harley e il furto misterioso                       | 23 marzo 2018    | 10 giugno 2018   |
| 11 | Stuck in a Besties Battle                                      | Harley e "Pulce in bocca"                          | 30 marzo 2018    | 17 giugno 2018   |
| 12 | Stuck in Spring Break                                          | Harley e le vacanze di Primavera                   | 6 aprile 2018    | 13 ottobre 2018  |
| 13 | Stuck with a New Squad                                         | Harley e le nuove combinazioni                     | 13 aprile 2018   | 24 giugno 2018   |
| 14 | Stuck with a Non-Diaz                                          | Harley e il non Diaz                               | 26 giugno 2018   | 20 ottobre 2018  |
| 15 | Stuck in the Dark                                              | Incastrata nel buio                                | 28 giugno 2018   | 27 ottobre 2018  |
| 16 | Stuck with No Escape                                           | Harley e l'escape room                             | 3 luglio 2018    | 12 dicembre 2018 |
| 17 | Stuck Wrestling Feelings                                       | Harley e il wrestling                              | 5 luglio 2018    | 13 dicembre 2018 |
| 18 | Stuck Without the Perfect Gift                                 | Harley e il regalo perfetto                        | 10 luglio 2018   | 14 dicembre 2018 |
| 19 | Stuck in Diaz Cout                                             | Harley e il Tribunale Diaz                         | 12 luglio 2018   | 17 dicembre 2018 |
| 20 | Stuck in Dad's Birthday                                        | Harley e il compleanno di papà                     | 17 luglio 2018   | 18 dicembre 2018 |
| 21 | Stuck in a Fake Out                                            | Harley e la finta festa                            | 19 luglio 2018   | 19 dicembre 2018 |
| 22 | Stuck in Harley's Quinceañera                                  | Harley e la Quinceanera                            | 23 luglio 2018   | 20 dicembre 2018 |